# 李慕 (三国)
李慕（?—?），略阳巴氐人，曹魏时政治人物。父亲李虎归附曹操，曹操拜为将军，李慕为东羌猎将。孙子李雄建立成汉后，追尊祖父为陇西襄王。

## 子
據《華陽國志》，李慕共有五子，順序如下：
- 李輔，字玄政
- 李特，字玄休
- 李庠，字玄序
- 李流，字玄通
- 李驤，字玄龍